# Гудирьов Панас Миколайович
Панас Миколайович Гудирьов (31 січня 1901, село Важкур'я Усть-Сисольського повіту Вологодської губернії, тепер Корткероського району, Республіка Комі, Російська Федерація — 30 травня 1966, місто Нар'ян-Мар, тепер Ненецький автономний округ, Російська Федерація) — радянський партійний діяч, 1-й секретар Ненецького окружного комітету КПРС, голова Ненецького окрвиконкому. Депутат Верховної Ради СРСР 2—4-го скликань.

## Життєпис
Народився в селянській родині. З 1919 по 1923 рік служив у Червоній армії, брав участь у Громадянській війні в Росії, воював на Кавказькому фронті.
З 1923 року — завідувач народного дому, голова волосного земельного комітету.
Член ВКП(б) з 1928 року.
У 1930 році закінчив Архангельський комуністичний вуз. Був слухачем Архангельської вищої сільськогосподарської школи.
У 1934—1938 роках — інструктор Ненецького окружного комітету ВКП(б).
У 1938—1943 роках — секретар Ненецького окружного комітету ВКП(б) із кадрів.
У грудні 1943 — лютому 1948 року — голова виконавчого комітету Ненецької окружної ради депутатів трудящих.
У лютому 1948 — 1955 року — 1-й секретар Ненецького окружного комітету ВКП(б) (КПРС).
З 1956 року — уповноважений Міністерства заготівель СРСР по Ненецькому округу.
Помер 30 травня 1966 року в місті Нар'ян-Марі.

## Нагороди
- орден Вітчизняної війни ІІ ст.
- медаль «За оборону Радянського Заполяр'я»
- медаль «За доблесну працю у Великій Вітчизняній війні 1941—1945 рр.» (1945)
- медалі